# Cochise (deutsche Band)
Cochise war eine deutsche Musikband aus Dortmund, die sich Ende der 1970er Jahre bis Ende der 1980er Jahre mit politischen Pop und Folksongs einen Namen machte und vor allem in der linksalternativen Szene der Neuen Sozialen Bewegungen populär war. Benannt hatte sich die Band nach Cochise, einem Häuptling eines Stammes der Native Americans.

## Bandgeschichte

### Übersicht
Cochise wurde 1979 in Dortmund gegründet. Durch zahlreiche Konzerte im ganzen Bundesgebiet erreichte sie bald einen hohen Bekanntheitsgrad in der Alternativ-Bewegung. Die Gruppe verband die politischen Inhalte der 1970er und 80er Jahre mit damals populären Folkrock-Stilen. Cochise verstand sich als eine Band „aus der Bewegung für die Bewegung“, mit Texten aus dem damaligen Themenbereich der links-alternativen Szene, insbesondere der Ökologie- und Friedensbewegung. Der Name Cochise war entlehnt von einem Apachen-Häuptling gleichen Namens und symbolisiert programmatisch diese Widerstandshaltung. Dementsprechend trat Cochise häufig bei Konzerten zu politischen Ereignissen auf, die diese Bewegungen interessierten, so etwa in Mutlangen, bei den Häuserkämpfen im Ruhrgebiet, an der Startbahn West bei Frankfurt am Main, am AKW in Schmehausen und in Wackersdorf.
Trotz geringer Präsenz in den Medien war die Gruppe bei Konzerten und Plattenverkäufen erfolgreich. Cochise spielte in den neun Jahren ihres Bestehens auf mehr als 1.000 Konzerten und verkaufte trotz geringer Werbung und Medienunterstützung über 120.000 Tonträger.

### Die Anfänge
Die Vorgeschichte von Cochise begann im Folk-Revival Mitte der 1970er Jahre. In Dortmund wurde von Studenten nahe dem Revierpark Wischlingen ein erstes Haus besetzt und die Forderung nach einem autonomen Jugendzentrum erhoben. Durch die zunehmende Politisierung der Jugendbewegung sowie das Bedürfnis nach konkreten, kritischen Texten und einer härteren Musik entstand die Gruppe Anfang 1979 zuerst noch als halbe Folk-Besetzung mit Pit Budde an der Gitarre, Klara Brandi an Flöte und Bass, Michael Hager an der Oboe und Günther Holtmann an der E-Gitarre.
Schon nach wenigen Konzerten erhielt die Gruppe den Auftrag, die Musik für das Jugendtheaterstück Rolltreppe abwärts zu schreiben, allerdings mit der Auflage, einen Schlagzeuger und einen Techniker in die Band zu holen. So kamen Peter Freiberg und Philipp Nadolny zu Cochise und es entstand die Ouverture zum Theaterstück, die als Erkennungsmelodie fast alle Cochise-Konzerte in den nächsten Jahren eröffnete: Rolltreppe abwärts.
Ende 1979 erschien die erste Cochise-LP mit dem Titel Rauchzeichen, noch ganz im Folk-Stil. Verschiedene Lieder wie Was kann schöner sein auf Erden, Ballade von der Hester Jonas und Rauchzeichen wurden zu Klassikern der Folk-, Öko- und Friedensbewegung. Das Anarchistenschwein war eine Satire auf den Deutschen Herbst. Der wie auch das Lied Im Laufe der Woche von Fred Ape verfasste Text des Lieds Rauchzeichen ist eine Adaption der als Weissagung der Cree bekannt gewordenen Vorhersagung. Die Langspielplatte wurde zum Erfolg, die Gruppe zum gefragten Live Act in Clubs, bei Politveranstaltungen und Festivals in der gesamten Bundesrepublik. Für die Band begann ein exzessives Tourleben, das erst 1988 endete.
Die zweite LP von Cochise, Wir werden leben, stand bereits im Zeichen der sich zuspitzenden politischen Auseinandersetzungen. Peter Freiberg hatte die Gruppe in Richtung Solokarriere und Band Die Conditors verlassen und Michael Hager konzentrierte sich wieder voll auf sein Musikstudium. Für die beiden kamen Tom Kühn (Schlagzeug) und Martin Buschmann (Keyboards, Saxophon) in die Band. Der Titelsong der LP ist die radikalisierte Form eines Slogans der Friedensbewegung: Wir wollen leben. Doch diese als zu angepasst empfundene Formulierung genügte der Gruppe nicht. Songs wie Jetzt oder nie, Anarchie!, aber auch das Baggersee-Lied Letzten Somma warn wa schwimmen oder die Neil-Young-Übertragung Die Indianer sind noch fern wurden Szene-Hits.

### Erfolgsphase
1982, mitten in der „heißen Phase“ der Hausbesetzungen im Ruhrgebiet und der Straßenschlachten um die Startbahn West, erschien die dritte LP Unter Geiern. Das Schlagzeug spielte mittlerweile Gert Rickmann-Wunderlich und am Mischpult saß Walter Speckmann. Beide waren Cochise-Freunde aus der Initiative Rock gegen Rechts. Die Musik dieser LP ist hart, teilweise punkig. Die direkten Erfahrungen von den Verhaftungen und politischen Prozessen spiegeln sich in den Liedern wider. „Frontberichterstattung“ urteilten Außenstehende, doch dies wurde teilweise auch von der Band so gesehen. Lieder wie Der Henker, Du kotzt mich an oder Bildet Banden waren hierfür Beispiele. Ebenfalls 1982 erschien im Heupferd Verlag das Cochise-Songbook die ERDE war nicht IMMER so…. Alle Lieder der drei ersten LPs, viele Fotos, Zeitungsartikel, Comics und Kommentare machten das Buch zu einem Zeitdokument der politischen Kulturszene.
1983 spielte Cochise eine Instrumental-LP mit Kompositionen von Pit Budde ein: Der Puma zieht nach Norden. Im gleichen Jahr nahm die Band mit dem Kinderliedermacher Klaus W. Hoffmann die LP Wenn der Elefant in die Disco geht auf, die noch heute als eine der wichtigsten Produktionen mit modernen Kinderliedern angesehen wird.
Ein Höhepunkt war der Auftritt von Cochise bei der Friedensdemonstration gegen den NATO-Doppelbeschluss in Bonn vor 300.000 Menschen. Doch markierten die Großkundgebungen auch gleichzeitig einen Wendepunkt der Bewegung. Alternative und Friedensbewegte wurden als Konsumenten entdeckt und die linke Politkultur differenzierte sich aus.
Als eine von nur wenigen Bands blieb Cochise der Vermarktung fern und veröffentlichte 1984 ihre vierte LP erneut auf dem Kleinlabel Wundertüte: Die Erde war nicht immer so. Dorle Ferber war für Martin Buschmann zur Gruppe gekommen und brachte mit ihrer Geige eine neue Klangfarbe in den Cochise-Sound. Der Titelsong wurde zur Hymne, Schnee zu Ostern und Lacht mich ruhig aus reflektierten den Zeitgeist und deuteten das Abklingen der politischen Bewegung an.
1985 wurde in erweiterter Besetzung die fünfte LP Cochise Live eingespielt. Als Gäste wirkten Martin Paul von Ton Steine Scherben, Büdi Siebert und Joe Koinzer mit. 1987 entstand die sechste Cochise-LP Wie die Maus zum Adler wurde, eine indianische Geschichte mit akustischer Musik. In Komposition und Texten fand sich die Auseinandersetzung mit indianischer Spiritualität wieder.

### Spätphase und Auflösung
Von 1984 bis 1987 waren Andreas Held (Schlagzeug) und Eckard Freund (Gitarre) Cochise-Mitglieder. 1988 ging Cochise dann zum letzten Mal auf Tour – in der Besetzung, die den Charakter der Band am intensivsten geprägt hatte: Klara Brandi, Dorle Ferber, Pit Budde, Günther Holtmann, Gert Rickmann-Wunderlich und dazu Walter Speckmann als Techniker. Während dieser Abschiedstour produzierte Cochise die siebente LP Trail's End mit Live-Aufnahmen und Stücken, die in der Garderobe und sogar im Hotelzimmer eingespielt wurden.
Noch einmal trafen sich die ehemaligen Cochise-Musiker Klara Brandi, Pit Budde, Michael Hager sowie Walter Speckmann mit dem Perkussionisten Martin Hesselbach zu einem CD-Projekt von Pit Budde mit Instrumentalmusik und veröffentlichten als „Puma X“ 1990 die CD artificial paradise. Ebenfalls 1990 erschien von Pit Budde das Songbook Spiel der Zeit mit Liedern aus der Spätphase von Cochise. Zu diesem Zeitpunkt hatten sich die Wege der Cochise-Musiker jedoch schon getrennt.
Pit Budde ging 2007 gemeinsam mit dem türkischen Musiker und Sänger Ahmet Bektaş in Deutschland auf Tour. Das Programm trug den Titel: Durch die Wüste – Songs von Cochise.

## Veröffentlichungen

### Alben
- 1979: Rauchzeichen (Folk Freak) (CD 1996)
- 1980: Wir werden leben (Folk Freak) (CD 1996)
- 1981: Unter Geiern (Wundertüte) (CD 1997)
- 1983: Der Puma zieht nach Norden (Wundertüte)
- 1984: Die Erde war nicht immer so (Wundertüte, CD 1997)
- 1985: Cochise Live (Wundertüte) (CD 2002, Conträr Musik)
- 1988: Wie die Maus zum Adler wurde (Krähenmusik) (CD 2003, Conträr Musik)
- 1988: Heimliche Hits (Best Of; Wundertüte) (CD 1997)
- 1989: Trail's End (Wundertüte) (CD 2003, Conträr Musik)
- 1990 als Puma X: Artificial Paradise (Energie)
- 2009: Rolltreppe Rückwärts – Rare & Live 1979–1986 (Sireena Records)
- 2009: Live Open Ohr Festival 1981 (Sireena Records)

### Beiträge auf Samplern
- 1973: Für ein freies Jugendzentrum (Trikont)
- 1979: Mein Job wird immer härter (Falkenscheiben)
- 1981: Wir wollen leben (Folk Freak)
- 1983: Schöner Wohnen (abba fix)
- 1983: Für die Indianer (Wundertüte)
- 1984: Live in Papenburg
- 1986: Vom Folk zum Rock
- 2000: Break the Chain (Misereor)